# 金润心
金润心（韓語：김윤심，？—），又名金允心，朝鲜人民军海軍司令官、大将军衔。1977年5月任人民軍区分隊長。1991年7月任西海艦隊司令官，1996年11月晋升人民軍中将，1997年4月晋升人民軍上将，1997年6月任海軍司令官，2002年4月晋升人民軍大将。